# Flapjack

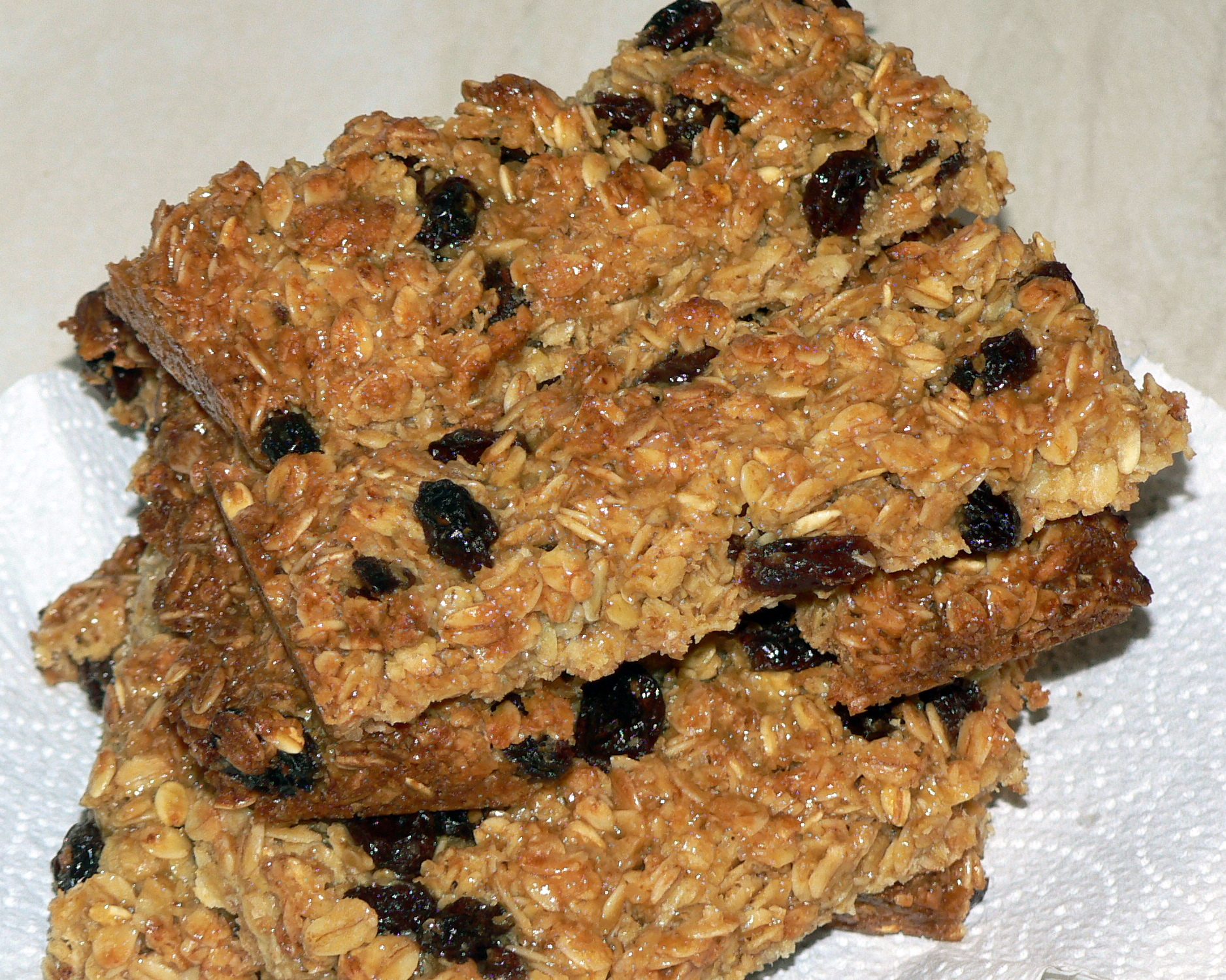
Engelska flapjacks.

Flapjack är i Storbritannien en söt kaka med havre bakad på plåt. I Nordamerika och Sydafrika är en flapjack däremot en segare variant av tunnpannkaka.

## Europa
Den engelska flapjacken innehåller framförallt havregryn, fett (smör) och socker (råsocker och sirap). Utöver det är diverse andra tillsatser vanliga, till exempel krossade nötter, russin eller pistasch.
- Se recept på Flapjack i Wikibooks kokbok.